# ラグビーオーストラリア
ラグビーオーストラリア（英: Rugby Australia Ltd）は、 1945年に創立したオーストラリアラグビーフットボール協会の、現在の組織名かつブランド名である。オーストラリア国内のラグビーユニオンを統括し、ワールドラグビー、オセアニアラグビー、SANZAARに所属している。ナショナルチームであるワラビーズ(Wallabies) やワラルーズ（Wallaroos）の管理も行う。 下部組織として、国内各州とノーザンテリトリー準州およびオーストラリア首都特別地域の8つの地域団体を持つ。

## 歴史
1940年代の終わりまで、ニューサウスウェールズラグビー協会がオーストラリア代表チームの運営を行っていた。
1945年にオーストラリアラグビーフットボール協会（Australian Rugby Football Union、ARU）が設立され、1948年には国際ラグビーフットボール評議会（International Rugby Football Board、略称IRFB、現・ワールドラグビー）は、オーストラリア協会、ニュージーランド協会、南アフリカ協会を評議会メンバーに加えた。
1985年、オーストラリアラグビーフットボール協会は株式会社に転換した。
1996年、南アフリカ協会、ニュージーランド協会と共に出資し、SANZAR（現・SANZAAR）を設立した。
1997年、「オーストラリアン・ラグビー・ユニオン・リミテッド（Australian Rugby Union Limited）」に改称。
2000年、IRB（現・ワールドラグビー）により、地域統括団体オセアニアラグビーが設立された。
2017年に企業名を「ラグビーオーストラリア リミテッド（Rugby Australia Limited）」に改称し、ブランド名として「ラグビーオーストラリア（Rugby Australia）」「ラグビーAU（Rugby AU）」を使い始めた。

## 15人制ラグビーへの関心
（「オーストラリアのスポーツ」も参照）
2019年6月、オーストラリア国内1,008人を対象に、過去1年間に鑑賞したスポーツを調査した結果では、オーストラリアンフットボールが16％で最も多く、次いで13人制ラグビーが9％、サッカー6％、クリケット4％となり、15人制ラグビーは3％にとどまった。
州単位の調査では地域差が大きいがことが分かるが、いずれも15人制ラグビーへの関心は低い。オーストラリア統計局による2010年調査では、ビクトリア州と南オーストラリア州では住民の3割がオーストラリアンフットボールを鑑賞し、15人制ラグビーは1％程度である。ニューサウスウェールズ州とクイーンズランド州では13人制ラグビーが最も人気で住民の15％前後が鑑賞し、15人制ラグビーは4％程度である。
オーストラリアでの15人制ラグビーへの関心の低さについて、一橋大学の尾崎正峰教授（スポーツ社会学）は「オーストラリアンフットボールとラグビーリーグ（13人制）は早くからプロとして活動し、中継放送などメディアとの関係も深い。ラグビーユニオン（15人制）は、長い間アマチュアスポーツとして行われてきたため、他のプロスポーツに追いつくのは厳しい」と分析している。
2019年、ラグビーオーストラリアのレイリーン・キャッスルCEO（当時）は、ラグビーユニオンが他の国内スポーツよりも国際性に秀でているとコメントしている。

## 管轄チーム
- ワラビーズ（Wallabies） – 15人制男子オーストラリア代表。ワラビーは体長25cm~75cm程度のカンガルー。マスコットキャラクターは「ウォーリー・ザ・ワラビー（Wally The Wallaby）」[9]。
- ワラルーズ（Wallaroos） – 15人制女子オーストラリア代表。ワラルーは体長75cm~140cm程度のカンガルー。

ちなみに、「カンガルーズ（Kangaroos）」は、13人制のラグビーリーグオーストラリア代表である。
- 7人制ラグビー男子オーストラリア代表
- 7人制ラグビー女子オーストラリア代表

- ジュニア・ワラビーズ – U20オーストラリア代表。ワールドラグビーU20チャンピオンシップに出場する。
- Australian Schoolboys - U18オーストラリア代表。

### 過去存在したチーム
- オーストラリアA代表 - ワラビーズに準じるチーム。2008年まで4回、日本代表がテストマッチとして対戦している[10][11][12][13]。
- U21オーストラリア代表 - U20に集約された。
- U19オーストラリア代表 - U20に集約された。

1972年に日本代表がテストマッチとして対戦した「オーストラリア・コルツ（Colts）」は、クイーンズランド州の当時U23チームであり、ナショナルチームではない。現在のコルツはU20選手で構成されている。

## 殿堂入り選手
- Trevor Allan
- Jock Blackwood
- Eddie Bonis
- Wylie Breckenridge
- David Brockhoff
- Cyril Burke
- David Campese（デイヴィッド・キャンピージ）
- Ken Catchpole
- Bill Cerutti
- Des Connor
- Greg Cornelsen
- Greg Davis
- Sir Edward ”Weary” Dunlop
- John Eales
- Charlie Eastes
- Mark Ella
- Nick Farr-Jones
- Jack Ford
- Tim Gavin
- George Gregan（ジョージ・グレーガン）
- John Hipwell
- Tim Horan
- Peter Johnson
- Phil Kearns
- Stephen Larkham（スティーブン・ラーカム）
- Tom Lawton Snr
- Mark Loane
- Michael Lynagh
- Paul McLean
- Wally Meagher
- Tony Miller
- Herbert Moran
- Simon Poidevin
- Tom Richards
- Alex Ross
- Geoff Shaw
- Tony Shaw
- Nicholas Shehadie
- Andrew Slack
- John Solomon
- John Thornett
- Johnnie Wallace
- Jon White
- Colin Windon